# 張耀麟
張耀麟（英語：Cheung Yiu Lun，1978年3月2日—2003年10月3日），已故香港職業足球員，生前司職中堅和前鋒，前香港足球代表隊隊員，早年就讀聖若瑟書院。曾經效力於流浪及快譯通等等。於2003年10月3日，張耀麟遇上車禍離世。於其逝世當日早上11時，流浪為求予以紀念及尊重，時任領隊李輝立宣布在其有生之年統領下的球隊，將張耀麟生前所屬配的15號球衣掛起。張耀麟有一胞弟張耀聰效力於香港乙組足球聯賽。弟弟2023年已移民去英國。

## 球員生涯
曾效力球會：
- 駒騰青年軍（90-92）
- 流浪（92-95）
- 發景（95-96）
- 流浪（96-99）
- 快譯通（99-01）
- 花花（01-02）
- 流浪（02-03）

## 榮譽
- 足總盃冠軍

代表隊：
- 香港青年軍
- 香港奧運隊
- 香港隊
- 香港聯賽選手隊